# غوستافو أورتيز
غوستافو أورتيز (بالإسبانية: Gustavo Ortiz)‏ (10 أكتوبر 1977 في الأرجنتين - ) هو لاعب كرة قدم أرجنتيني في مركز الوسط. لعب مع بالي يونايتد وبرسيبو بوجونيغورو وبرسيجا جاكارتا وJuventud Antoniana ‏ وPersija Jakarta (IPL) ‏ وPSIS Semarang ‏.

## وصلات خارجية
- غوستافو أورتيز على موقع قاعدة بيانات كرة القدم.إي يو (الإنجليزية)
- غوستافو أورتيز على موقع Soccerway.com (الإنجليزية)